# Caroline Wensink
Caroline Catharina Wensink (ur. 4 sierpnia 1984 roku w Ens) – holenderska siatkarka, reprezentantka kraju, grająca na pozycji środkowej. W trakcie sezonu 2012/2013 postanowiła zakończyć karierę sportową z powodu przewlekłych kłopotów ze zdrowiem. W latach 1999–2013 w reprezentacji Holandii wystąpiła w 298 meczach.

## Sukcesy klubowe
Mistrzostwo Holandii:
- 2000, 2002, 2003, 2007, 2008, 2009

Puchar Holandii:
- 2000, 2002, 2003, 2007, 2008, 2009

Puchar Niemiec:
- 2004, 2005

Mistrzostwo Niemiec:
- 2004, 2005
- 2010

Superpuchar Holandii:
- 2007

Puchar Polski:
- 2011

Mistrzostwo Polski:
- 2011
- 2012

Superpuchar Polski:
- 2011

## Sukcesy reprezentacyjne
Grand Prix:
- 2007

Mistrzostwa Europy:
- 2009

## Nagrody indywidualne
- 2012: Najlepsza blokująca Ligi Europejskiej[1]